# Rzekotkowate

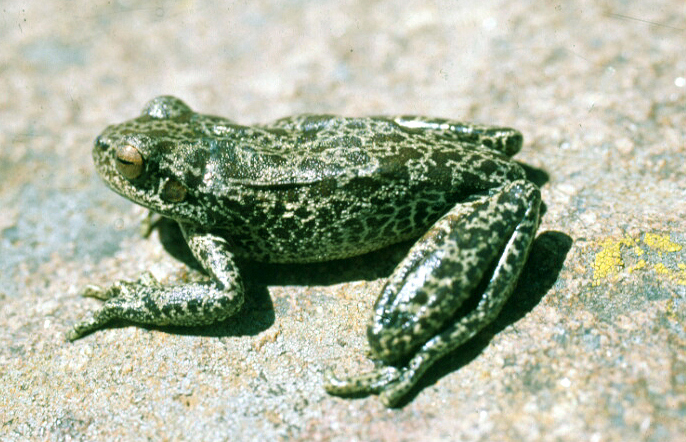
Boana cordobae

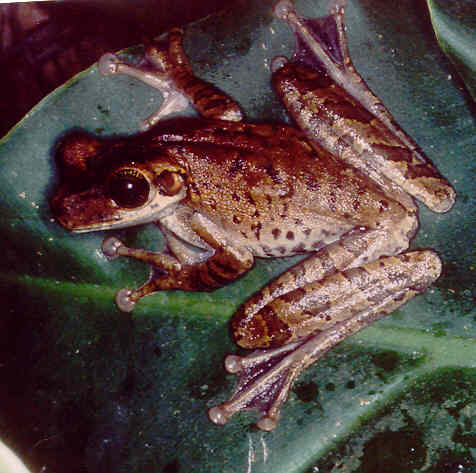
Osteocephalus taurinus

Rzekotkowate (Hylidae) – rodzina płazów z rzędu płazów bezogonowych licząca około 800 gatunków w 48 rodzajach. Jej przedstawiciele mają szeroki zasięg występowania obejmujący Europę, północną Azję, Afrykę i obie Ameryki.

## Charakterystyczne cechy budowy ciała
Są to przeważnie płazy małej lub średniej wielkości ciała. Długość ich ciała wynosi od 3 do 13 cm. Kręgi z trzonami przodowklęsłymi i procelicznymi. Krzyżowy krąg łączy się z urostylem za pomocą 2 kłykci. Górna szczęka posiada zęby, w żuchwie brak zębów. Brak żeber. Na palcach wszystkich stóp występuje jeden dodatkowy człon. Ostatnie człony na wszystkich palcach są zagięte dośrodkowo i rozszerzone na końcu. Większość gatunków rzekotkowatych prowadzi nadrzewny tryb życia. Przystosowaniem do tego jest występowanie na wszystkich palcach rozszerzonych przylg, które umożliwiają przyklejanie się do gładkich powierzchni liści, pni, czy innych przedmiotów. Większość rzekotkowatych potrafi chodzić nawet w pozycji wiszącej (grzbietem w dół). Niektóre posiadają dodatkowe przystosowania w postaci przeciwstawnych pierwszych palców na wszystkich kończynach. Posiadają ucho środkowe i błonę bębenkową. Język mają wcięty, duży i nie jest przyrośnięty z tyłu. Nie posiadają narządu Biddera.

## Ubarwienie
Większość gatunków cechuje wspaniała kolorystyka ciała. U niektórych jest to ubarwienie ochronne, które doskonale maskuje je na tle podłoża. U innych zaś bardzo jaskrawe, odstraszające barwy informują o nieprzydatności do spożycia z powodu trujących substancji zawartych w wydzielinach śliny.

## Występowanie
Przedstawiciele rodziny rzekotkowatych występują głównie w tropikalnych, wilgotnych dżunglach. Najbogatsza fauna rzekotkowatych występuje w Ameryce Południowej i Środkowej i Australii, a szczególnie w dżungli amazońskiej. Co jednak ciekawe, do tej pory nie znaleziono przedstawicieli tej rodziny w dżunglach Afryki. Występują na Półwyspie Arabskim, w północnej jego części. Na całym świecie do rodziny tej należą 32 rodzaje. Na odpowiadającej europejskiej szerokości geograficznej terenach Ameryki Północnej żyje kilkanaście gatunków tych płazów, natomiast w Europie tylko jeden rodzaj reprezentowany przez dwa gatunki. Na południu rzekotka śródziemnomorska (Hyla meridionalis) i Hyla sarada oraz pospolita na całym kontynencie również w Polsce rzekotka drzewna Hyla arborea. W Polsce jest ona jedynym przedstawicielem tej rodziny.

## Tryb życia
Ogromna większość rzekotkowatych prowadzi nadrzewny tryb życia. Nieliczne tylko związane są trwale ze zbiornikami wodnymi, lub żyją na lądzie. Większość gatunków jest owadożerna.

## Rozród
Większość gatunków tej rodziny sprawuje opiekę nad potomstwem. Charakterystyczną cechą jest ogromna różnorodność sposobów sprawowania tej opieki. U niektórych gatunków opieka ta sprowadza się tylko do noszenia przyklejonych do skóry samicy jaj, aż do czasu wylęgnięcia się z nich kijanek. Samice niektórych gatunków posiadają na grzbiecie specjalne torby lęgowe, będące wytworami skóry. W czasie ampleksus zostają do nich złożone zapłodnione jaja. U niektórych gatunków rozwój jaj w tych torbach lęgowych trwa do stadium kijanki, u niektórych jeszcze dłużej – aż do przeobrażenia w małe żabki. U niektórych innych gatunków kijanki przysysają się do ciała dorosłych okazów i wraz z nimi są przenoszone z jednego zbiornika do drugiego. Niektóre rzekotkowate budują gniazda, w których jaja i kijanki mają zapewnioną wilgotność i wodę niezbędną do rozwoju. Liczba składanych jaj jest bardzo różna. Wiąże się to ściśle z tym, czy dany gatunek sprawuje, czy też nie opiekę nad potomstwem. U tych gatunków, które opiekują się potomstwem, liczba składanych jaj jest mniejsza, niż u tych, które nie opiekują się potomstwem. Liczba składanych jaj zależy też od formy opieki. U gatunków noszących jaja na grzbiecie wynosi ona kilkadziesiąt, u budujących gniazda kilkaset, zaś u tych, które nie opiekują się potomstwem zwykle kilka tysięcy.

## Systematyka
Do rodziny rzekotkowatych zalicza się następujące podrodziny:
- Hylinae Rafinesque, 1815
- Pelodryadinae Günther, 1858
- Phyllomedusinae Günther, 1858